# Bernard Collas
Pour les articles homonymes, voir Collas.
Berni Collas, né à Waimes (Belgique), le 27 avril 1954, mort le 16 septembre 2010 à Bruxelles est un homme politique belge, membre du PFF (aile germanophone du MR).
Il était marié et père de trois enfants. 
Il obtint en 1976 une licence d'interprète à l'Institut Lucien Cooremans à Bruxelles et en 1984 une licence en sciences politiques et relations internationales à la VUB. Il fut actif entre 1978 et 1999 dans une institution financière belge, au niveau international.
Il est inhumé au cimetière de Bullange.

## Carrière politique
- De 1985 à 1990 président de la locale PFF de Büllingen;
- Depuis 1990 membre du parlement de la communauté germanophone;
- 1990-1999 : président du groupe libéral au Conseil de la Communauté germanophone;
- de septembre 1999 à septembre 2003 conseiller dans le cabinet Affaires étrangères de Louis Michel;
- Depuis 2001 : conseiller communal (Bullange);
- 2001 - 2007 : président de OstBelgienInvest (OBI);
- septembre 2003 à janvier 2004 dans le cabinet du ministre des finances Didier Reynders;
- Du 22 janvier 2004 - 31 décembre 2009 : sénateur de communauté.